# Mojosari (Kras)
Mojosari is een bestuurslaag in het regentschap Kediri van de provincie Oost-Java, Indonesië. Mojosari telt 3417 inwoners (volkstelling 2010).